# Efecto Haldane
El efecto Haldane es una propiedad de la hemoglobina descrita por primera vez por el médico escocés, John Scott Haldane. La desoxigenación de la sangre incrementa la habilidad de la hemoglobina para portar dióxido de carbono; esa propiedad es el efecto Haldane. A la inversa, la sangre oxigenada tiene una capacidad reducida para transportar CO2. Es decir incrementa la afinidad de la Hb por el O2, mientras disminuye la afinidad de la Hb por el Hidrógeno y Co2
La ecuación general del efecto es: H+ + HbO2 ←→ H+Hb + O2; aunque esta ecuación puede ser confusa, debido a que refleja el efecto Bohr. El significado de esta ecuación yace en el hecho de que la oxigenación de Hb promueve la disociación de un ion H+ del Hb, lo cual cambia el equilibrio del amortiguador bicarbonato a la formación de CO2, por lo que CO2 es liberado de los glóbulos rojos.

## Carbamino
El dióxido de carbono puede unirse con grupos aminos, creando un compuesto carbamino. Los grupos amino son capaces de enlazarse con aminos terminales, a las cadenas laterales de los residuos de arginina y lisina en la hemoglobina. Esto forma la carbaminohemoglobina, la cual es la mayor contribuyente al efecto Haldane.

## Importancia clínica
En pacientes con problemas pulmonares, es probable que los pulmones no puedan incrementar la ventilación alveolar frente al incremento de la cantidad de CO2 disuelto.
Esto explica parcialmente la observación en que en algunos pacientes con enfisema puedan tener un pCO2  elevado tras un suministro suplementario de oxígeno, aun si el CO2 se mantiene igual.